# Jacques Henri Lartigue
Jacques Henri Lartigue (Courbevoie, 13 giugno 1894 – Nizza, 12 settembre 1986) è stato un fotografo e pittore francese.

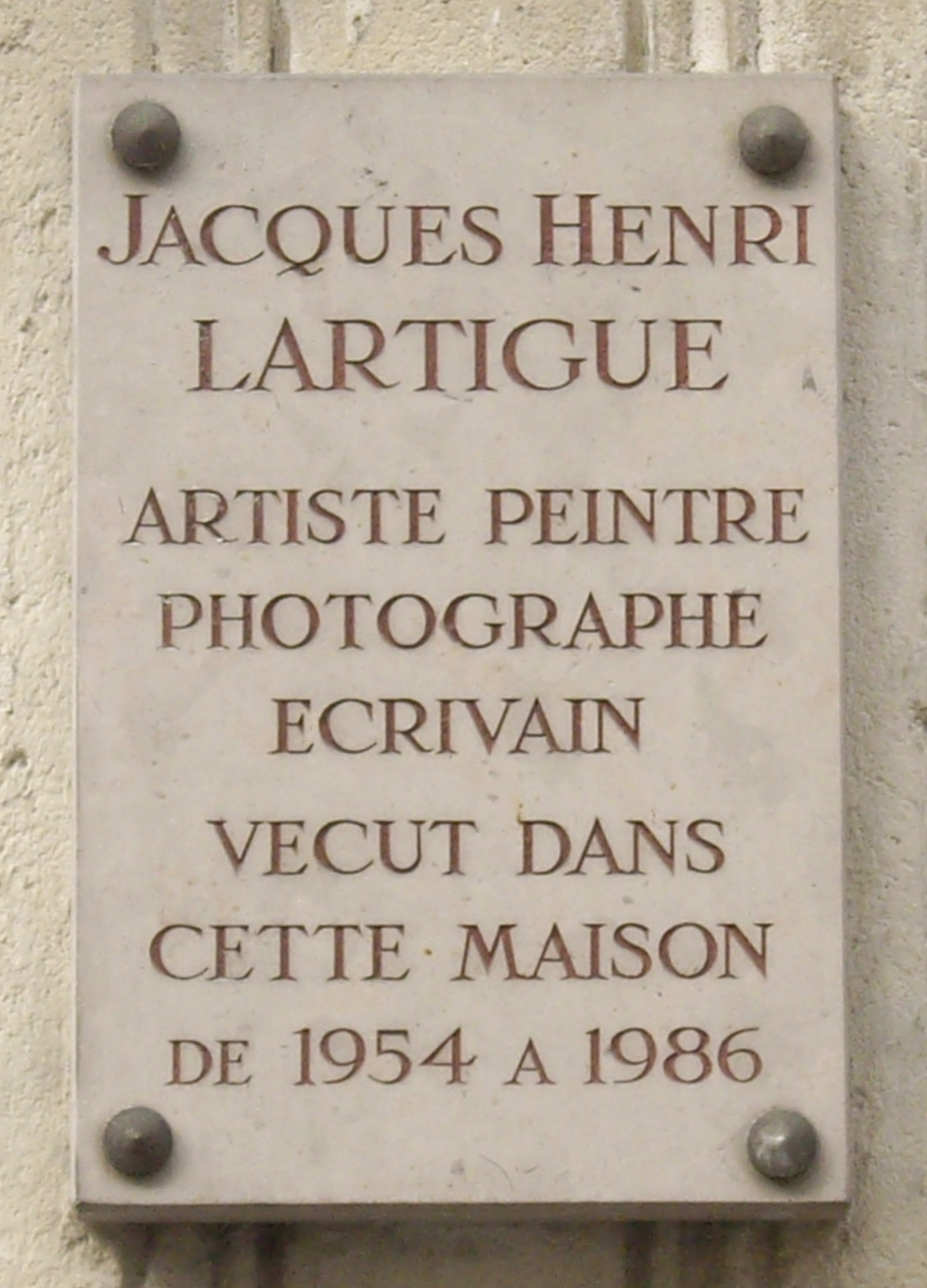
Lapide commemorativa al n^{o} 102 di Rue de Longchamp (XVI arrondissement) di Parigi), dove Lartigue visse dal 1954 al 1986

Sebbene sia considerato uno dei più significativi fotografi del Novecento, egli si presentò sempre come pittore. Inizialmente concentrato sulla mondanità e sulla vita quotidiana della borghesia francese, allargò successivamente il proprio punto di vista divenendo, anche grazie alla fama acquisita negli anni, un divulgatore delle innovazioni estetiche compiute nel mondo dell'arte.

## Biografia

### Il bambino prodigio
Jacques Lartigue nasce il 13 giugno del 1894 a Courbevoie da una famiglia facoltosa, il padre Henri è un uomo d'affari appassionato di fotografia. Nel 1899 la famiglia si trasferisce a Parigi.

Nel 1902, all'età di sette anni, Lartigue riceve in regalo dal padre la sua prima macchina fotografica. Di fatto la sua attività di fotografo inizia qui: scatta e sviluppa le proprie foto dapprima con l'aiuto del genitore e subito dopo da solo. Ritrae il mondo che gli sta attorno: parenti e amici, e più in generale la quotidianità della borghesia. Raccoglie le sue fotografie in volumi: nel corso della propria esistenza arriverà a mettere insieme circa 130 album, con all'interno un totale di alcune decine di migliaia di foto. 

Sempre in questo periodo inizia un diario che porterà avanti per tutta la vita e che rappresenterà una sorta di "parallelo scritto" delle sue immagini: riflessioni, descrizioni, ma anche schizzi delle fotografie stesse.
A partire dal 1904 inizia con alcuni esperimenti fotografici: forse l'esempio più rappresentativo di queste prove è costituito dalle sovrimpressioni per creare foto di "pseudo-fantasmi". Inizia inoltre a scattare immagini stereoscopiche (cioè fotografie tridimensionali) con una macchina apposita.
Nel 1906 l'ascesa sociale del padre permette alla famiglia di acquistare il castello di Rouzat nei pressi di Puy-de-Dôme, nonché la prima autovettura. Il fratello maggiore "Zissou" inizia a costruire macchine volanti nelle cantine del castello. Automobili e aeroplani, ma più in generale il movimento, diverranno poi tra i soggetti preferiti da Lartigue. La passione per i motori, per i marchingegni, per la tecnologia che all'epoca era ai suoi albori era un elemento che caratterizzava un po' tutta la famiglia dei Lartigue. In questo contesto il piccolo Jacques, cagionevole di salute e non altrettanto "audace" come gli altri parenti, assumerà il ruolo di testimone oculare, quasi di elemento esterno e distaccato, intento a immortalare e a prendere nota di ciò che gli accadeva intorno.

Un altro dei soggetti preferiti da Lartigue sarà rappresentato dalle eleganti dame a passeggio al Bois de Boulogne, che inizierà a fotografare a partire dal 1910, all'età di sedici anni. Ed è proprio grazie a queste immagini che successivamente verrà considerato come uno dei precursori della fotografia di moda.
 Sempre in questi anni inizia a delinearsi la filosofia che poi caratterizzerà non solo la propria arte ma l'intera sua vita: il culto della felicità, la ricerca di un idillio che non possa essere turbato da traumi profondi. Tale concezione lo porterà, ad esempio, ad attraversare in maniera paradossale due guerre mondiali.
Nel 1911 la famiglia si trasferisce nuovamente a Parigi, in un palazzo privato.
In questi anni Lartigue realizza i suoi primi ritratti di personaggi famosi durante la villeggiatura a Saint Moritz (Max Linder, Alberto Santos-Dumont, Graham White), produce il suo primo film amatoriale con una cinepresa regalatagli dal padre, segue i corsi alla Sorbona di Marius Aubert (l'assistente di Gabriel Lippmann che mise a punto uno dei procedimenti per la realizzazione della fotografia a colori), ma soprattutto il giornale La Vieu Au Grand Air pubblica alcune di quelle che resteranno poi tra le sue foto più celebri (Louis e Jean alla gara di bob a Rouzat, Zissou nella piscina, Roland e Simon Garros a Issy-les-Moulineaux).

### L'attività di pittore
In piena prima guerra mondiale Lartigue decide di dedicarsi alla pittura. Non viene arruolato nell'esercito francese perché giudicato "rivedibile" durante la visita di leva. Tuttavia, qualche tempo dopo, riuscirà a mettere la propria abilità di guidatore e la propria automobile da corsa a disposizione degli ospedali parigini per il trasporto dei feriti di guerra. Nel 1914 il cinegiornale Atualités Pathé acquista i suoi filmati sullo sport. A partire dal 1915 frequenta l'Académie Julian dove studia pittura con Jean-Paul Laurens e Marcel Baschet. Nel 1918 l'epidemia di spagnola colpisce un grande numero di amici di famiglia dei Lartigue.
Finita la guerra, nel 1919, si sposa con Madeleine "Bibi" Messager. Il padre di Bibi è il musicista André Messager, compositore, direttore dell'Opéra e dell'Opéra Comique di Parigi, nonché del Covent Garden di Londra.
Jacques e Bibi avranno due figli, il secondo morirà a pochi mesi dalla nascita.
Nel corso degli anni venti la carriera di pittore di Lartigue si evolve progressivamente. Nel 1922 espone i propri dipinti nei corridoi d'ingresso della galleria Georges Petit di Parigi (nelle sale principali c'è Monet). Successivamente espone al Salon des Sports, al Salon d'Automne, al Salon d'Hiver, al Salon de la Société Nationale des Beaux-Arts, alla galleria Bernheim Jeune e al Grand Palais. In particolare i dipinti di questo periodo hanno come tema principale fiori, automobili, ma anche ritratti di personaggi famosi (Kees Van Dongen, Sacha Guitry, Marlene Dietrich, Greta Garbo, Georges Carpentier, Joan Crawford). Sempre in questo periodo conosce, inoltre, Maurice Chevalier, Abel Gance, Yvonne Printemps. E nel 1930 Renée Perle, che diventa una delle sue modelle preferite nonché la sua compagna.
Nel 1932 è aiuto-regista e fotografo di scena del film Les Aventures du Roi Pausole di Alexis Granowsky (trasposizione cinematografica di un romanzo di Pierre Louÿs).

Nel 1934 sposa, in seconde nozze, Marcella "Coco" Paolucci. Ma il matrimonio durerà solo un paio d'anni.
Negli anni della seconda guerra mondiale, più in generale tra il 1935 e il 1950, collabora con varie riviste di moda in qualità di illustratore. Diviene inoltre piuttosto rinomato come scenografo grazie alle decorazioni degli interni per le grandi feste che si svolgono al casinò di Cannes, a La Baule e a Losanna.

Nel 1942 conosce Florette Orméa, una ragazza di vent'anni. Con lei, durante l'occupazione nazista di Parigi, si trasferisce in una villa in Costa Azzurra a dipingere e a catalogare le proprie fotografie. Finita la guerra, nel 1945, la sposa in terze nozze.

### L'attività di fotografo
A partire dal dopoguerra le foto di Lartigue diventano sempre più diffuse, soprattutto sulla stampa cattolica. Particolarmente celebri sono i suoi ritratti di Pablo Picasso e Jean Cocteau dell'epoca (1955).

Nel 1954 viene fondata l'associazione Gens d'Images e Lartigue ne diviene il vicepresidente. Grazie alle iniziative culturali promosse da tale associazione Lartigue espone per la prima volta le sue fotografie: la mostra (collettiva) è organizzata alla Galérie d'Orsay nel 1955.

In parallelo, comunque, porta avanti la propria attività di pittore che di fatto è e rimane la sua professione. Nel 1957 espone i propri quadri a L'Avana, al Centro d'arte Cubano, proprio nel periodo in cui Fidel Castro inizia la guerriglia nella Sierra Maestra: Lartigue è costretto a lasciare lì le sue tele e a riparare prima in Messico e poi negli Stati Uniti. 
Nel 1960 Lartigue si trasferisce a Opio, vicino a Grasse.

Nel 1963 allestisce la prima mostra fotografica personale al Museum of Modern Art di New York e la rivista Life gli dedica un servizio di dieci pagine sul numero di novembre, ossia lo stesso numero che riporta i fatti dell'assassinio di John Fitzgerald Kennedy. Lartigue aveva incontrato Kennedy, nel 1953, quando ancora era un giovane senatore, e per ironia della sorte i loro destini si incrociano di nuovo dieci anni dopo: l'evento tragico dell'omicidio del presidente degli Stati Uniti determinerà un'altissima tiratura del numero della rivista in questione, a sua volta essa determinerà una grandissima (e involontaria) pubblicità per Lartigue. 
Ed è sempre in questo periodo che John Szarkowski, direttore del Dipartimento di Fotografia del Museo d'Arte Moderna di New York, definisce Jacques Lartigue come «il precursore di ogni creazione interessante e viva realizzata nel corso del XX secolo». Si tratta del primo vero riconoscimento ufficiale. Lartigue ha 69 anni, e aggiunge il nome del padre, Henri, al proprio diventando Jacques "Henri" Lartigue.
Nel 1964 realizza una mostra di pittura alla galleria Knoedler di New York.

Nel 1966, in concomitanza con una mostra al Photokina di Colonia, pubblica l'Album de Famille. Tale opera, divulgata in tutto il mondo, rappresenterà la consacrazione del Lartigue fotografo. In questo periodo stringe inoltre amicizia coi fotografi Richard Avedon e Yasuhiro "Hiro" Wakabayashi. 
E nel 1970 pubblica Diary of a Century, raccolta di lavori a partire dagli anni trenta curata da Richard Avedon e Bea Feitler.

Nel 1974 a Lartigue viene commissionata la foto ufficiale del presidente della Repubblica francese Valéry Giscard D'Estaing (prima d'allora questa operazione era riservata a fotografi pressoché anonimi).

Nel 1975 allestisce la mostra Lartigue 8x80 al Musée des Arts Décoratifs di Parigi: è la prima grande retrospettiva francese della sua fotografia. Successivamente espone alla galleria Optica di Montréal e al Seibu Art Museum di Tokyo.

Nel 1979 dona l'intera sua opera fotografica (negativi, album originali, diari e macchine fotografiche) allo stato francese. Viene istituita l'Association des Amis de Jacques Henri Lartigue (denominata poi Donation Jacques Henri Lartigue) sotto la supervisione del Ministero della Cultura.
Durante gli anni ottanta e novanta la Donation Jacques Henri Lartigue organizza varie iniziative e mostre in tutto il mondo con cadenza quasi annuale. In particolare sono da citare: 
l'esposizione di benvenuto della donazione di Lartigue che si tiene alle Galeries Nationales del Grand Palais di Parigi nel 1980 (Bonjour Monsieur Lartigue);
l'apertura di una sala d'esposizione permanente al Grand Palais degli Champs-Elyséss con la mostra Vingt Années de Découverte à Traverser l'Oeuvre de Jacques Henri Lartigue nel 1981;
la mostra dedicata alle stereoscopie al Grand Palais di Parigi (Le Troisième Oeil de Jacques Henri Lartigue) organizzata nel 1986.
Jacques Henri Lartigue muore a Nizza il 12 settembre del 1986 all'età di 92 anni.

## Mostre fotografiche

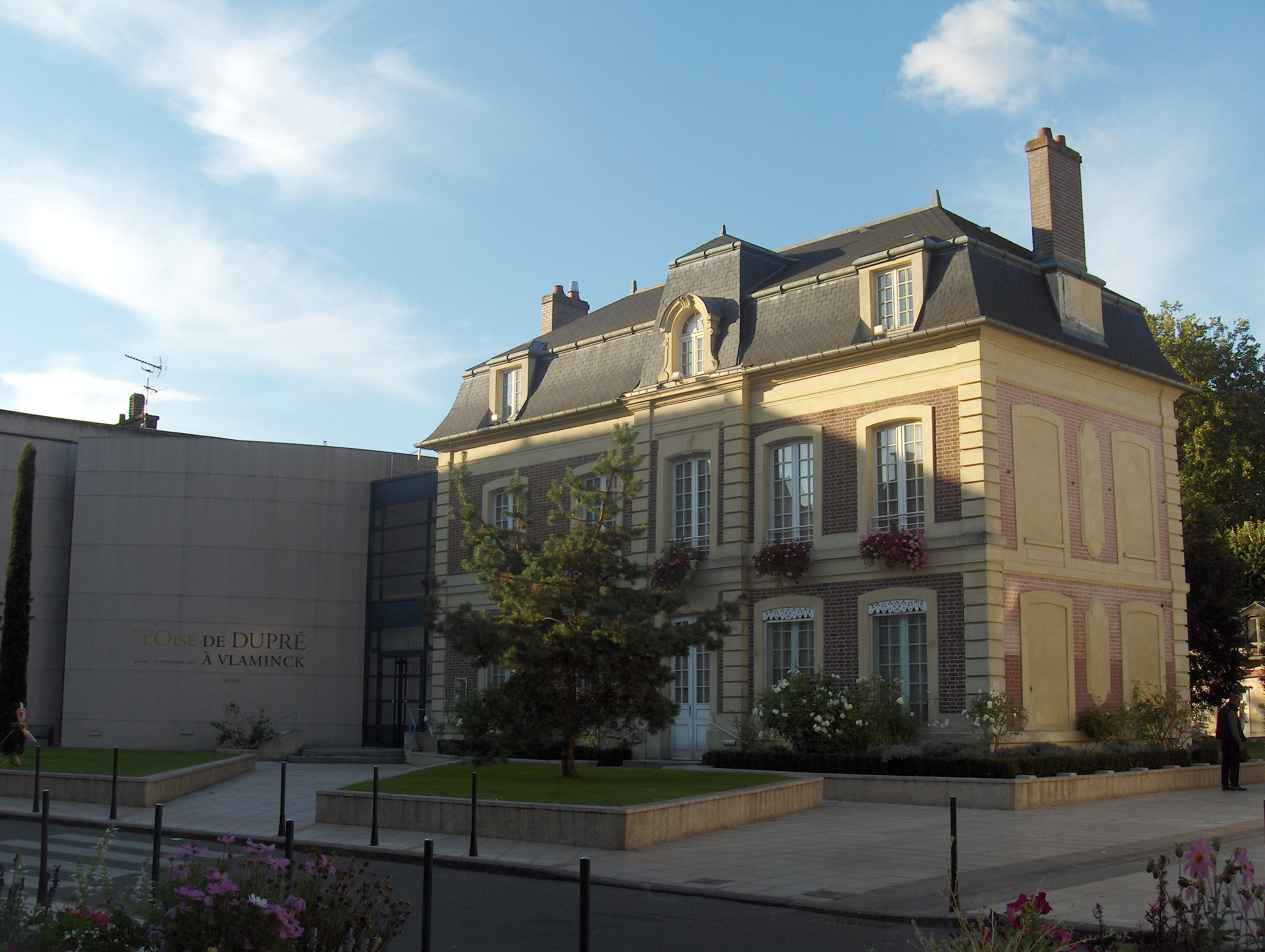
Il Musée d'art et d'histoire (centre d'art Jacques-Henri-Lartigue - musée Louis-Senlecq), presso L'Isle-Adam (Val-d'Oise)

Nota: le mostre fotografiche organizzate dall'Associazione degli Amici di Jacques Henri Lartigue, ossia tutte le esposizioni dal 1980 in poi, hanno avuto, solitamente, come punto di partenza il luogo indicato tra parentesi ma poi sono state allestite anche in altre città del mondo, talvolta anche a distanza di anni.
- 1955 - mostra collettiva (con Brassaï, Robert Doisneau e Man Ray) alla Galerie d'Orsay, Parigi.
- 1963 - The photographs of Jacques Henri Lartigue, mostra personale al Museum of Modern Art, New York.
- 1975 - Lartigue 8x80, retrospettiva personale al Musée des Arts Décoratifs, Parigi.

- 1980 - Bonjour monsieur Lartigue, esposizione di benvenuto alla donazione di Lartigue (Galeries Nationales du Grand Palais, Parigi).
- 1981 - Vingt années de découverte à travers l'oeuvre de Jacques Henri Lartigue, apertura sala di esposizione permanente  (Grand Palais des Champs-Elysées, Parigi).
- 1981 - Sacha Guitry et Yvonne Printemps (Grand Palais des Champs-Elysées, Parigi).
- 1981 - Paysages (Grand Palais des Champs-Elysées, Parigi).
- 1981 - Tennis (Grand Palais des Champs-Elysées, Parigi).
- 1982 - Bonjour Monsieur Lartigue (Grand Palais des Champs-Elysées, Parigi).
- 1983 - Femmes de mes autrefois et de maintenant (Grand Palais des Champs-Elysées, Parigi).
- 1984 - Pages d'Albums (Grand Palais des Champs-Elysées, Parigi).
- 1984 - Londres (galleria Olympus, Londra).
- 1984 - Les 6x13 de Jacques Henri Lartigue (Grand Palais des Champs-Elysées, Parigi).
- 1986 - Le troisième oeil de Jacques Henri Lartigue (Grand Palais des Champs-Elysées, Parigi).
- 1987 - Le bonheur du jour 1902-1936 (Teatro Valli, Reggio-Emilia).
- 1988 - Moi et les autres (Grand Palais des Champs-Elysées, Parigi).
- 1989 - Les envols de Jacques Henri Lartigue (Grand Palais des Champs-Elysées, Parigi).
- 1990 - Rivages (Grand Palais des Champs-Elysées, Parigi).
- 1990 - Volare (galleria Eralov, Roma).
- 1991 - Jacques Henri Lartigue à l'école du jeu (Grand Palais des Champs-Elysées, Parigi).
- 1991 - Jacques Henri Lartigue (Tarazona).
- 1993 - En route monsieur Lartigue (Grand Palais des Champs-Elysées, Parigi).
- 1994 - Souvenirs de mon bonheur (galleria Art Hall, Seul).
- 1994 - Lartigue centenary (The Photographers' Gallery, Londra).
- 1994 - Lartigue a cent ans (Rencontres Internationales de la Photographie, Arles).
- 1995 - Rétrospective d'un amateur de génie (Bunkamura Museum of Art, Shibuya, Tokyo).
- 1997 - La côte d'azur de Jacques Henri Lartigue (Hôtel de Sully, Parigi).
- 2002 - Jacques Henri Lartigue au Pays Basque (Casino Bellevue, Biarritz).
- 2003 - Lartigue en hiver (Musée Alpin, Chamonix).
- 2003 - Lartigue, l'album d'une vie (Centre Georges Pompidou, Parigi).

## Film dedicati a Jacques Henri Lartigue
- 1966 - Le magicien di Claude Fayard.
- 1970 - La famille Lartigue di Robert Hugues.
- 1971 - Jacques Henri Lartigue di Claude Gallot.
- 1974 - Jacques Henri Lartigue di Claude Ventura.
- 1980 - Jacques Henri Lartigue, un photographe di Fernand Moscovitz.
- 1980 - Jacques Henri Lartigue, peintre et photographe di François Reichenbach (quattro trasmissioni televisive prodotte da Jacques Séguéla per Antenne 2).
- 1982 - Jacques Henri Lartigue - The great master of photographers di Peter Adam.
- 1984 - Jacques Henri Lartigue - La belle epoque a cura dell'ABC/Metropolitan Museum of Art di New York.
- 1985 - Diary of a century di Carl-Gustav Nykvist.
- 1999 - Jacques Henri Lartigue - Le siècle en positif di Philippe Kohly.

## Premi e riconoscimenti
- 1984 - Kulturpreis der Deutschen Gesellschaft für Photographie (Premio culturale dell'Associazione Tedesca di Fotografia).